# Palaeochiropterygidae
Palaeochiropterygidae — вимерла родина рукокрилих з підряду Microchiroptera, представники якої мешкали в еоценову епоху (56 — 40 млн років тому) .

## Роди
Родина включає такі роди:
- †Cecilionycteris Heller, 1935

- †Cecilionycteris prisca Heller, 1935 — Німеччина

- †Lapichiropteryx Tong, 1997

- †Lapichiropteryx xiei Tong, 1997 — Китай

- †Matthesia
- †Microchiropteryx Smith et al., 2007

- †Microchiropteryx folieae Smith et al., 2007  Індія

- †Palaeochiropteryx Revilliod, 1917

- †Palaeochiropteryx tupaiodon Revilliod, 1917 Німеччина
- †Palaeochiropteryx spiegeli Revilliod, 1917 Німеччина